# Кудря Степан Олександрович
Ку́дря Степан Олександрович (20 березня 1947, с. Степань Сарненський район Рівненська область) — фахівець у галузі альтернативних та відновлюваних джерел енергії. Доктор технічних наук (1996), професор (2006). Лауреат Державної премії України в галузі науки і техніки (2002).
У 1971 році закінчив Київський політехнічний інститут і став працювати на кафедрі електрохімії цього інституту. Там у 1978 році захистив кандидатську дисертацію. З 1987 працює в Інституті електродинаміки НАН України, де у 1996 році він отримав вчений ступінь доктора технічних наук за захист дисертації за темою «Системи акумулювання та перетворення енергії відновлюваних джерел». З 2000 року — завідувач відділу загальних проблем використання відновлювальних джерел енергії.
Один із ініціаторів створення в 2004 році Інституту відновлюваної енергетики НАН України. З 2004 року він на посаді заступника директора з наукової роботи цього інституту, а з 2016 року його директор.
Поряд з науковою роботою займається викладацькою. З 2002 року за сумісництвом завідувач кафедрою Відновлюваних джерел енергії Національного технічного університету України «Київський політехнічний інститут».
Визнання йому принесли робити в галузі відновлюваної енергетики. Йому належать 375 наукових праць, 21 монографія, у тому числі підручник «Нетрадиційні та відновлювані джерела енергії», має 45 патентів й авторських свідоцтв.